# ميكا أكينو
ميكا أكينو (باليابانية: AKINO) هي مصارعة محترفة يابانية، ولدت في 24 أكتوبر 1973 في أداتشي في اليابان.

## روابط خارجية
- ميكا أكينو على موقع WrestlingData.com (الإنجليزية)
- ميكا أكينو على موقع CageMatch worker (الإنجليزية)
- ميكا أكينو على موقع قاعدة بيانات المصارعة على الإنترنت (الإنجليزية)